# رادار زمین‌نفوذ

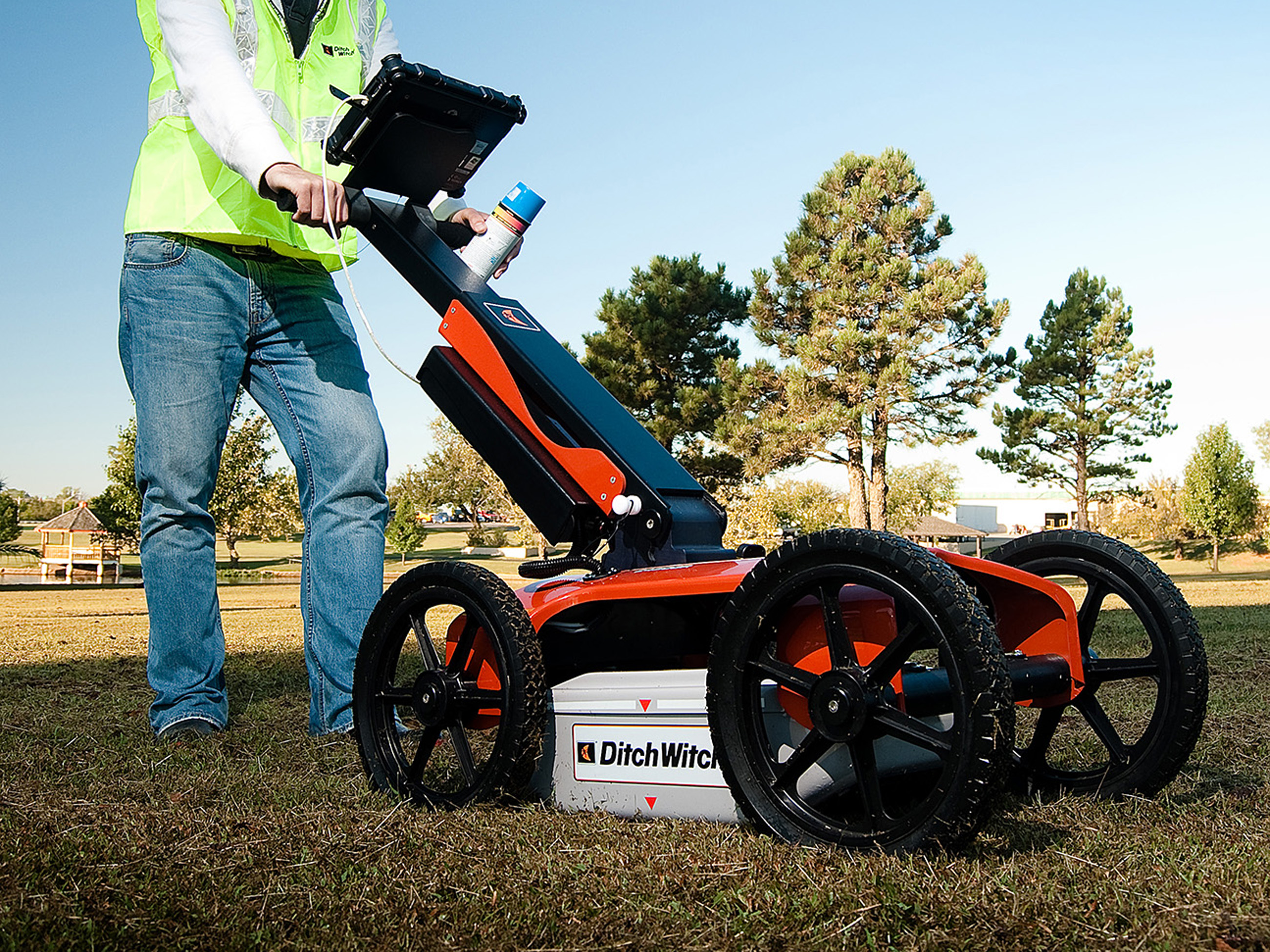
نگاره ای از رادار زمین نفوذ

رادار زمین نفوذ یا جی پی آر (به انگلیسی: (GPR) Ground Penetrating Radar) یا رادار زمینی دستی در اصل به سیستم های یابنده آنتنی یا اسکنر تصویری تلقی میگردد که دارای مدار طراحی شده طبق رادار باشد و رادار ها طبق اصول فرکانس کار میکنند؛
از آنجا که جی پی آر یا همان رادار نفوذ کننده به زمین به این نوع سیستم های یابنده میگویند و کلمه رادار در این سیستم ها بکار برده شده است باید طبق اصول فرکانس عمل نمایند و فرکانس مدارات رادار دارای طبقه خاص فرکانسی خود هستند؛
در کل جی پی آر یا رادار نفوذ کننده به زمین یا فلزیاب تصویری اسکن دار باید طراحی شده طبق اصول مدارات رادار و فرکانس عمل نماید.
در این نوع روش تشخیص، فرکانس ارسال شده از دستگاه رادار زمینی پس از عبور از لایه های زمین و پس از برخورد به هدف مورد نظر بازتاب شده و به دستگاه رادار زمینی برمیگردد و باعث واکنش رادار زمینی به آن منبع یا فلز مورد نظر اپراتور میگردد. 
شکل، ابعاد، تنظیمات، سخت افزار و نرم افزار این دستگاه‌ها باهم متفاوت اند. به  گونه اي که ساختار ظاهری این ابزار آلات بر اساس شیوه کارایی آنها باهم متفاوت اند.
رادار زمین‌نفوذ راداری برای بررسی لایه‌های کم‌عمق زمین با امواج الکترومغناطیسی است که معمولاً در بازهٔ بسامدی ۱۰ تا ۱۰۰۰ مگاهرتز کار می‌کند.

## عملکرد رادار نفوذ کننده به زمین یا همان جی پی آر چگونه است؟

### قدرت تفکیک جی پی آر ها
عملکرد رادار نفوذ کننده به زمین یا همان جی پی آر یا فلزیاب تصویری اسکن دار در صورتیکه مدار طراحی شده طبق اصول رادار داشته تفکیک و تبعیض انواع فلزات به‌خصوص طلا، نقره، کانی ها، سنگ ها، لایه های زمین، حفره، کانال و چاه میباشد.

### تنظیمات تفکیک در جی پی آر ها
تمام سیستم های جی پی آر یا رادار نفوذ کننده به زمین یا فلزیاب تصویری اسکن دار طبق اصول رادار با فرکانس پایین یا مولتی فرکانس از نظر علمی و پایه ای باید دارای تنظیمات عدد وی دی ای در ادیت در کنار تنظیمات ترشهولد سطح و حجم باشد و این تنظیمات پایه ای عدد وی دی ای در ادیت با تنظیمات ترشهولد سطح و حجم متعلق به مدارات رادار است.
در فرکانس هر نوع فلز از جمله طلا، نقره، حفره، کانال، چاه و تغییرات زمین عدد وی دی ای خاص و مجزا برای تشخیص دارد.

### شکل گیری میدانالکترو مغناطیسدر جی پی آر ها برای نفوذ به زمین
جی پی آر یا رادار نفوذ کننده به زمین یا فلزیاب تصویری اسکن دار که مدار آن طراحی شده طبق اصول رادار با فرکانس پایین یا مولتی فرکانس میباشد دارای میدان الکترومغناطیس با بار الکتریکی مثبت است و مدارات رادار در این گونه سیستم ها انتشار فرکانس را با میدان الکترومغناطیس با بار الکتریکی مثبت شکل می دهد؛ 
میدان الکترومغناطیس با بار الکتریکی مثبت که در فرکانس اصلی مربوط به مدارات رادار منتشر میگردد یکی از موارد ویژه نفوذ به عمق زمین برای تفکیک و تبعیض انواع فلزات به‌خصوص طلا، نقره، کانی ها، سنگ ها، لایه های زمین، حفره، کانال و چاه در جی پی آر یا رادار نفوذ کننده به زمین یا فلزیاب تصویری اسکن دار است و در نتیجه میدان الکترو مغناطیس با بار الکتریکی مثبت در فرکانس پایین یا مولتی فرکانس یکی از دلایل نفوذ به عمق زمین است.
میدان الکترومغناطیس با بار الکتریکی مثبت میتواند شرایط غالب و حذف شدن دیگر میدان های مزاحم و ضعیف را پدید آورد و این میدان الکترومغناطیس با بار الکتریکی مثبت فقط خاص مدارات طراحی شده طبق اصول رادار است.

### عمق نفوذ جی پی آر ها
نفوذ به عمق زمین در جی پی آر یا رادار نفوذ کننده به زمین یا فلزیاب تصویری اسکن دار در صورتی انجام شدنی است که طراحی شده طبق اصول مدارات رادار با فرکانس باشد.
عمق نفوذ فرکانس مدارات رادار که در جی پی آر یا رادار نفوذ کننده به زمین یا فلزیاب تصویری اسکن دار بکار برده میشود بسیار زیاد است و در اصل جی پی آر یا رادار نفوذ کننده به زمین یا فلزیاب تصویری اسکن دار که مدار طراحی شده طبق اصول رادار با فرکانس را دارد توان بالائی در نفوذ به عمق زمین برای تفکیک و تبعیض انواع فلزات به‌خصوص طلا، نقره، کانی ها، سنگ ها، لایه های زمین، حفره، کانال و چاه را به‌صورت مجزا دارد.
میزان نفوذ به عمق زمین در هر نوع جی پی آر یا رادار نفوذ کننده به زمین یا فلزیاب تصویری اسکن دار میتواند از یک متر تا چند ده متر یا حتی بالاتر از صد متر باشد.

### دلیل نفوذ به اعماق زیاد زمین در جی پی آر ها
یکی از عوامل نفوذ به عمق زمین در جی پی آر یا رادار نفوذ کننده به زمین یا فلزیاب تصویری اسکن دار برای تفکیک و تبعیض انواع فلزات و لایه های زمین و تغییرات زمین از جمله کانال، حفره و چاه بهره بردن از مدارات رادار با فرکانس پایین یا مولتی فرکانس است که این فرکانس پایین یا مولتی فرکانس که از مدار اصلی رادار در جی پی آر یا فلزیاب تصویری اسکن دار منتشر میگردد توان نفوذ به عمق زمین را برای تفکیک و تبعیض انواع فلزات، لایه های زمین و تغییرات را فراهم میکند.
فرکانس پایین یا مولتی فرکانس به‌صورت مستقیم قدرت نفوذ به عمق زمین را ایجاد میکند و این فرکانس پایین یا مولتی فرکانس اصلی مدارات رادار که مستقل منتشر میشود تعادل نفوذ به عمق زمین را شکل می دهد.